# 바스키
바스키(이탈리아어: Baschi)는 이탈리아 움브리아주 테르니도에 위치한 코무네다. 페루자로부터 남서쪽 50km, 테르니로부터 북서쪽 35km 거리에 있다.